# Voltametria cíclica

Figura 1. Voltamograma cíclico típico onde jdc e jpa mostram o pico das densidades de corrente catódica e anódica, respectivamente, para uma reação reversível com um par redox de Fe 5 mM reagindo com um eletrodo de grafite em solução de nitrato de potássio 1M.

Em eletroquímica, a voltametria cíclica ( CV ) é um tipo de medição potenciodinâmica . Em um experimento de voltametria cíclica, o potencial do eletrodo de trabalho aumenta linearmente em função do tempo. Ao contrário da voltametria de varredura linear, depois que o potencial definido é atingido em um experimento CV, o potencial do eletrodo de trabalho aumenta na direção oposta para retornar ao potencial inicial. Esses ciclos de rampas de potencial podem ser repetidos quantas vezes forem necessárias. A corrente no eletrodo de trabalho é impressa em função da tensão aplicada (isto é, o potencial do eletrodo de trabalho) para fornecer o traçado do voltamograma cíclico. A voltametria cíclica é geralmente usada para estudar as propriedades eletroquímicas de um analito em solução ou de uma molécula que é adsorvida no eletrodo.

## Método experimental

Figura 2. Voltametria cíclica: forma de onda potencial em azul (eixo y esquerdo), resposta atual em vermelho (eixo y direito). Eletrólito como na figura 1. Potencial vs. Ag/AgCl em ambas as figuras. Uma comparação deste experimento com e sem espécies de Fe 5mM pode ser encontrada aqui.

Na voltametria cíclica (CV), o potencial do eletrodo aumenta linearmente em função do tempo nas fases cíclicas (traço azul na Figura 2). A taxa de mudança de tensão ao longo do tempo durante cada uma dessas fases é conhecida como taxa de varredura do experimento (V/s). O potencial é medido entre o eletrodo de trabalho e o eletrodo de referência, enquanto a corrente é medida entre o eletrodo de trabalho e o contra-eletrodo. Esses dados são plotados como densidade de corrente ( j ) versus potencial aplicado ( E, muitas vezes referido apenas como 'potencial'). Na Figura 2, durante a varredura direta inicial (de t 0 a t 1 ) é aplicado um potencial de oxidação cada vez maior; assim, a corrente anódica irá, pelo menos inicialmente, aumentar durante este período de tempo, assumindo que existem analitos oxidáveis no sistema. Em algum ponto após o potencial de oxidação do analito ser atingido, a corrente anódica diminuirá à medida que a concentração do analito oxidável se esgota. Se o par redox for reversível, então durante a varredura reversa (de t 1 a t 2 ), o analito oxidado começará a ser re-reduzido, dando origem a uma corrente de polaridade reversa (corrente catódica) a anterior. Quanto mais reversível for o par redox, mais semelhante será o formato do pico de oxidação ao pico de redução. Consequentemente, os dados CV podem fornecer informações sobre potenciais redox e taxas de reação eletroquímica.
Por exemplo, se a transferência de elétrons na superfície do eletrodo de trabalho for rápida e a corrente for limitada pela difusão das espécies de analito na superfície do eletrodo, então a corrente de pico será proporcional à raiz quadrada da taxa de varredura. Esta relação é descrita pela equação de Randles-Sevcik . Nesta situação, o experimento CV apenas amostra uma pequena porção da solução, ou seja, a camada de difusão na superfície do eletrodo.

## Caracterização
A utilidade da voltametria cíclica é altamente dependente do analito sendo estudado. O analito precisa ser ativo na reação redox dentro da faixa de potencial que será escaneada.

### O analito está em solução

#### Pares reversíveis

Potencial contra tempo, corrente contra tempo e voltamograma (corrente contra potencial) para um par redox reversível de um elétron difundindo-se livremente em solução. A densidade de corrente é normalizada em 0,446 FC sqrt(DF nu/RT). Corrente redutiva contada como negativa

Muitas vezes, o analito exibe uma onda de CV reversível (como a mostrada na Figura 1), a qual é observada quando todo o analito inicial pode ser recuperado após um ciclo de varredura para frente e para trás. Embora tais casais reversíveis sejam mais simples de analisar, eles contêm menos informações do que formas de onda mais complexas.
A forma de onda, mesmo de pares reversíveis, é complexa devido aos efeitos combinados de polarização e difusão. A diferença entre os dois potenciais de pico (E p ), ΔE p, é de particular interesse.
Δ E p = E pa - E pc > 0
Esta diferença resulta principalmente dos efeitos das taxas de difusão do analito. No caso ideal de um par 1e reversível, ΔE p é 57 mV e a metade máxima da largura total do pico de varredura direta é 59 mV. Os valores típicos observados experimentalmente são maiores, muitas vezes aproximando-se de 70 ou 80 mV. A forma de onda também é afetada pela taxa de transferência de elétrons, geralmente discutida como a barreira de ativação para a transferência de elétrons . Uma descrição teórica do sobrepotencial de polarização é em parte descrita pela equação de Butler-Volmer e pela equação de Cottrell . Num sistema ideal, a relação se reduz a {\displaystyle E_{pa}-E_{pc}={\frac {56.5{\text{ mV}}}{n}}} para um processo de n elétrons.
Focando na corrente, os pares reversíveis são caracterizados por i pa / i pc = 1.
Quando um pico reversível é observado, a informação termodinâmica na forma de um potencial de meia célula E 0 1/2 pode ser determinada. Quando as ondas são semi-reversíveis ( i pa / i pc é próximo mas não igual a 1), pode ser possível determinar informações ainda mais específicas (ver mecanismo de reação eletroquímica ).

#### Pares irreversíveis
Muitos processos redox observados por CV são quase reversíveis ou não reversíveis. Nesses casos, o potencial termodinâmico E 0 1/2 é frequentemente deduzido por simulação. A irreversibilidade é indicada por i pa /i pc ≠ 1. Os desvios da unidade são atribuíveis a uma reação química subsequente que é desencadeada pela transferência de elétrons. Tais processos  CE podem ser complexos, envolvendo isomerização, dissociação  associação, etc.

### O analito é adsorvido na superfície do eletrodo
As espécies adsorvidas fornecem respostas voltamétricas simples: idealmente, em taxas de varredura lentas, não há separação de pico, a largura do pico é de 90mV para um par redox de um elétron, e a corrente de pico e a área do pico são proporcionais à taxa de varredura (observando que o pico a corrente é proporcional à taxa de varredura prova que a espécie redox que dá o pico está realmente imobilizada). O efeito do aumento da taxa de varredura pode ser usado para medir a taxa de transferência de elétrons interfacial e/ou as taxas de reações que são de transferência acoplada. Esta técnica tem sido útil para estudar proteínas redox, algumas das quais são prontamente adsorvidas em vários materiais de eletrodo, mas a teoria para moléculas redox biológicas e não biológicas é a mesma (veja a página sobre voltametria de filme de proteína ).

## Configuração experimental
Experimentos CV são conduzidos em uma solução em uma célula equipada com eletrodos. A solução consiste no solvente, no qual está dissolvido o eletrólito e a espécie a ser estudada.

### A célula
Um experimento CV padrão emprega uma célula equipada com três eletrodos: eletrodo de referência, eletrodo de trabalho e contra-eletrodo . Essa combinação às vezes é chamada de configuração de três eletrodos . O eletrólito é geralmente adicionado à solução da amostra para garantir condutividade suficiente. A composição do solvente, do eletrólito e do material do eletrodo de trabalho determinará a faixa de potencial que pode ser acessada durante o experimento.
Os eletrodos ficam imóveis e ficam em soluções não agitadas durante a voltametria cíclica. Este método de solução "imóvel" dá origem aos picos controlados por difusão característicos da voltametria cíclica. Este método também permite que uma porção do analito permaneça após a redução ou oxidação, de modo que possa apresentar atividade redox adicional. Agitar a solução entre os traços de voltametria cíclica é importante para fornecer à superfície do eletrodo um analito fresco para cada novo experimento. A solubilidade de um analito pode mudar drasticamente com a sua carga global; como tal, é comum que espécies de analito reduzidas ou oxidadas precipitem no eletrodo. Esta camada de analito pode isolar a superfície do eletrodo, exibir sua própria atividade redox em varreduras subsequentes ou alterar a superfície do eletrodo de uma forma que afete as medições de CV. Por esta razão, muitas vezes é necessário limpar os eletrodos entre as varreduras.
Os materiais comuns para o eletrodo de trabalho incluem carbono vítreo, platina e ouro . Esses eletrodos são geralmente envoltos em uma haste de isolante inerte com um disco exposto em uma extremidade. Um eletrodo de trabalho regular tem um raio dentro de uma ordem de grandeza de 1 milímetros. Ter uma área de superfície controlada e com formato bem definido é necessário para poder interpretar os resultados da voltametria cíclica.
Para realizar experimentos de voltametria cíclica com taxas de varredura muito altas, um eletrodo de trabalho regular é insuficiente. Altas taxas de varredura criam picos com grandes correntes e resistências aumentadas, o que resulta em distorções. Ultramicroeletrodos podem ser usados para minimizar a corrente e a resistência.
O contra-eletrodo, também conhecido como eletrodo auxiliar ou segundo, pode ser qualquer material que conduza corrente facilmente, não reaja com a solução a granel e tenha uma área de superfície muito maior que o eletrodo de trabalho. As escolhas comuns são platina e grafite . As reações que ocorrem na superfície do contra-eletrodo não são importantes, desde que ele continue a conduzir bem a corrente. Para manter a corrente observada, o contra-eletrodo frequentemente oxidará ou reduzirá o solvente ou o eletrólito a granel.

### Solventes
O CV pode ser conduzido usando uma variedade de soluções. A escolha do solvente para voltametria cíclica leva em consideração vários requisitos. O solvente deve dissolver o analito e altas concentrações do eletrólito de suporte. Também deve ser estável na janela de potencial do experimento em relação ao eletrodo de trabalho. Não deve reagir nem com o analito nem com o eletrólito de suporte. Deve ser puro para evitar interferências.

### Eletrólito
O eletrólito garante boa condutividade elétrica e minimiza a queda de IR, de modo que os potenciais registrados correspondam aos potenciais reais. Para soluções aquosas, muitos eletrólitos estão disponíveis, mas os típicos são os sais de metais alcalinos de perclorato e nitrato. Em solventes não aquosos, a gama de eletrólitos é mais limitada, e uma escolha popular é o hexafluorofosfato de tetrabutilamônio .

## Técnicas potenciométricas relacionadas
Também existem técnicas potenciodinâmicas que adicionam perturbações CA de baixa amplitude a uma rampa de potencial e medem a resposta variável em uma única frequência (voltametria CA) ou em muitas frequências simultaneamente (espectroscopia de impedância eletroquímica potenciodinâmica). A resposta em corrente alternada é bidimensional, caracterizada tanto pela amplitude quanto pela fase . Esses dados podem ser analisados para determinar informações sobre diferentes processos químicos (transferência de carga, difusão, carregamento de dupla camada, etc.). A análise da resposta em frequência permite o monitoramento simultâneo dos vários processos que contribuem para a resposta potenciodinâmica CA de um sistema eletroquímico.
Embora a voltametria cíclica não seja voltametria hidrodinâmica, métodos eletroquímicos úteis são. Nesses casos, o fluxo é obtido na superfície do eletrodo agitando a solução, bombeando a solução ou girando o eletrodo, como é o caso dos eletrodos de disco giratório e dos eletrodos de disco anelar giratórios . Tais técnicas visam condições de estado estacionário e produzem formas de onda que parecem iguais quando digitalizadas nas direções positiva ou negativa, limitando-as assim à voltametria de varredura linear .

## Aplicações
A voltametria cíclica (CV) tornou-se uma técnica eletroanalítica importante e amplamente utilizada em muitas áreas da química. É frequentemente usado para estudar uma variedade de processos redox, para determinar a estabilidade dos produtos de reação, a presença de intermediários em reações redox, cinética de transferência de elétrons, e a reversibilidade de uma reação. Pode ser utilizado para deposição eletroquímica de filmes finos ou para determinação da faixa de potencial de redução adequada dos íons presentes no eletrólito para deposição eletroquímica. CV também pode ser usado para determinar a estequiometria eletrônica de um sistema, o coeficiente de difusão de um analito e o potencial de redução formal de um analito, que pode ser usado como ferramenta de identificação. Além disso, como a concentração é proporcional à corrente em um sistema Nernstiano reversível, a concentração de uma solução desconhecida pode ser determinada gerando uma curva de calibração de corrente versus concentração.
Em biologia celular é usado para medir as concentrações  em organismos vivos. Na química organometálica, é utilizado para avaliar mecanismos redox.

## Medindo a capacidade antioxidante
A voltametria cíclica pode ser usada para determinar a capacidade antioxidante dos alimentos e até da pele. Antioxidantes de baixo peso molecular, moléculas que impedem que outras moléculas sejam oxidadas, agindo como agentes redutores, são importantes nas células vivas porque inibem o dano celular ou a morte causada por reações de oxidação que produzem radicais. Exemplos de antioxidantes incluem flavonóides, cuja atividade antioxidante é grandemente aumentada com mais grupos hidroxila. Como os métodos tradicionais para determinar a capacidade antioxidante envolvem etapas tediosas, técnicas para aumentar a taxa do experimento estão sendo continuamente pesquisadas. Uma dessas técnicas envolve a voltametria cíclica porque pode medir a capacidade antioxidante medindo rapidamente o comportamento redox em um sistema complexo, sem a necessidade de medir a capacidade antioxidante de cada componente. Além disso, os antioxidantes são rapidamente oxidados em eletrodos inertes, de modo que o potencial de meia onda pode ser utilizado para determinar a capacidade antioxidante. É importante notar que sempre que a voltametria cíclica é utilizada, ela geralmente é comparada à espectrofotometria ou à cromatografia líquida de alta eficiência (HPLC). As aplicações da técnica estendem-se à química alimentar, onde é usada para determinar a atividade antioxidante do vinho tinto, chocolate e lúpulo. Além disso, ainda tem uso no mundo da medicina, pois pode determinar antioxidantes na pele.

### Avaliação de uma técnica
A técnica em avaliação utiliza sensores voltamétricos combinados em uma língua eletrônica (ET) para observar a capacidade antioxidante em vinhos tintos. Essas línguas eletrônicas (ETs) consistem em múltiplas unidades de detecção, como sensores voltamétricos, que terão respostas únicas a determinados compostos. Esta abordagem é ideal para uso, uma vez que amostras de alta complexidade podem ser analisadas com alta seletividade cruzada. Assim, os sensores podem ser sensíveis ao pH e aos antioxidantes. Como de costume, a tensão na célula foi monitorada usando um eletrodo de trabalho e um eletrodo de referência (eletrodo de prata/cloreto de prata). Além disso, um contra-eletrodo de platina permite que a corrente continue a fluir durante o experimento. O sensor Carbon Paste Electrodes (CPE) e o eletrodo Graphite-Epoxy Composite (GEC) são testados em solução salina antes da varredura do vinho para que um sinal de referência possa ser obtido. Os vinhos estão então prontos para serem escaneados, uma vez com CPE e outra vez com GEC. Embora a voltametria cíclica tenha sido utilizada com sucesso para gerar correntes utilizando as amostras de vinho, os sinais eram complexos e necessitavam de uma etapa de extração adicional. Verificou-se que o método ET poderia analisar com sucesso a capacidade antioxidante do vinho, uma vez que estava de acordo com métodos tradicionais como TEAC, Folin-Ciocalteu e índices I280. Além disso, o tempo foi reduzido, a amostra não precisou ser pré-tratada e outros reagentes eram desnecessários, o que diminuiu a popularidade dos métodos tradicionais. Assim, a voltametria cíclica determina com sucesso a capacidade antioxidante e até melhora os resultados anteriores.

### Capacidade antioxidante do chocolate e do lúpulo
Os antioxidantes fenólicos do cacau em pó, chocolate amargo e chocolate ao leite também podem ser determinados por voltametria cíclica. Para isso, os picos anódicos são calculados e analisados sabendo que o primeiro e o terceiro picos anódicos podem ser atribuídos à primeira e segunda oxidação dos flavonóides, enquanto o segundo pico anódico representa os ácidos fenólicos. Usando o gráfico produzido por voltametria cíclica, o conteúdo total de fenólicos e flavonóides pode ser deduzido em cada uma das três amostras. Observou-se que o cacau em pó e o chocolate amargo apresentaram maior capacidade antioxidante por apresentarem alto teor de fenólicos totais e flavonóides. O chocolate ao leite teve a menor capacidade por apresentar o menor teor de fenólicos e flavonóides. Embora o conteúdo antioxidante tenha sido determinado usando os picos anódicos da voltametria cíclica, a HPLC deve então ser usada para determinar a pureza das catequinas e da procianidina no cacau em pó, no chocolate amargo e no chocolate ao leite.
O lúpulo, flores utilizadas na fabricação da cerveja, contém propriedades antioxidantes devido à presença de flavonóides e outros compostos polifenólicos. Neste experimento de voltametria cíclica, a tensão do eletrodo de trabalho foi determinada usando um eletrodo de referência de ferricínio/ ferroceno . Ao comparar diferentes amostras de extrato de lúpulo, observou-se que a amostra contendo polifenóis que foram oxidados em potenciais menos positivos demonstrou ter melhor capacidade antioxidante.